# Condado de Greeley (Nebraska)
O Condado de Greeley é um dos 93 condados do estado norte-americano de Nebraska. A sede do condado é Greeley, e a sua maior cidade é Spalding. O condado tem uma área de 1479 km² (dos quais 3 km² estão cobertos por água), uma população de 2714 habitantes, e uma densidade populacional de 2,0 hab/km² (segundo o censo nacional de 2000). Foi fundado em 1871 e o seu nome é uma homenagem a Horace Greeley (1811-1872), jornalista, político e fundador do Partido Republicano.